# پارک ملی کریتر لیک
پارک ملی کریتر لیک (به انگلیسی: Crater Lake National Park) پارکی طبیعی در ایالت اورگان در ایالات متحده آمریکا است.
این پارک ۷۴۲ کیلومتر مربع وسعت دارد و دارای یک دریاچه است که عمیق‌ترین نقطه آن ۵۹۴ متر عمق دارد که دومین نقطه عمیق در آمریکای شمالی و نهمین در جهان است. البته میانگین عمق این دریاچه ۳۵۰ متر است که از این جهت نیز سومین دریاچه عمیق در جهان است.
همچنین این پارک در ۲۲ مه ۱۹۰۲ به ثبت ملی رسیده است.

## وب‌گاه‌های مربوطه
- وب‌گاه رسمی